# Andrea Palmisano
Andrea Palmisano (Roma, 1 de febrero de 1988) es un deportista italiano que compitió en remo. Ganó dos medallas de bronce en el Campeonato Europeo de Remo, en los años 2007 y 2011.

## Palmarés internacional
| Campeonato Europeo | Campeonato Europeo | Campeonato Europeo | Campeonato Europeo |
| Año                | Lugar              | Medalla            | Prueba             |
| ------------------ | ------------------ | ------------------ | ------------------ |
| 2007               | Poznań (Polonia)   | Medalla de bronce  | Dos sin timonel    |
| 2011               | Plovdiv (Bulgaria) | Medalla de bronce  | Cuatro sin timonel |